# 10796 Sollerman
10796 Sollerman (tên chỉ định: 1992 EB8) là một tiểu hành tinh vành đai chính. Nó được khám phá thông qua Khảo sát tiểu hành tinh và sao chổi Uppsala-ESO ở Đài thiên văn La Silla ở Chile ngày 2 tháng 3 năm 1992. Nó được đặt theo tên Jesper Sollerman, một nhà thiên văn học ở Đại học Stockholm.